# Мшвилдадзе, Леван Александрович
Леван Александрович Мшвилдадзе (1909 год, село Меоре Обча, Кутаисский уезд, Кутаисская губерния, Российская империя — дата смерти неизвестна, Грузинская ССР) — звеньевой колхоза имени 18 партсъезда Маяковского района Грузинской ССР. Герой Социалистического Труда (1949).

## Биография
Родился в 1909 году в крестьянской семье в селе Меоре Обча Кутаисского уезда (сегодня — Багдатский муниципалитет). Получил начальное образование. После начала коллективизации трудился в местной сельскохозяйственной артели, которая позднее была преобразована в колхоз XVIII партсъезда Багдатского района (1940—1990: Маяковский район). В послевоенные годы был назначен звеньевым виноградарского звена.
В 1948 году бригада под его руководством собрала в среднем с каждого гектара по 104,9 центнера винограда на участке площадью 3 гектара. Указом Президиума Верховного Совета СССР от 9 августа 1949 года удостоена звания Героя Социалистического Труда за «получение высоких урожаев винограда на поливных виноградниках в 1948 году» с вручением ордена Ленина и золотой медали «Серп и Молот».
В 1968 году вышел на пенсию. Персональный пенсионер союзного значения. Проживал в селе Меоре Обча Маяковского района. Дата смерти не установлена.